# برنيس (المهرة)

تعديل مصدري - تعديل

برنيس هي إحدى قرى عزلة قشن بمديرية قشن التابعة لمحافظة المهرة، بلغ تعداد سكانها 205 نسمة حسب تعداد اليمن لعام 2004.